# (72660) 2001 FA47
(72660) 2001 FA47 – planetoida z pasa głównego asteroid okrążająca Słońce w ciągu 5,11 lat w średniej odległości 2,97 j.a. Odkryta 18 marca 2001 roku.